# Dopravna Portál

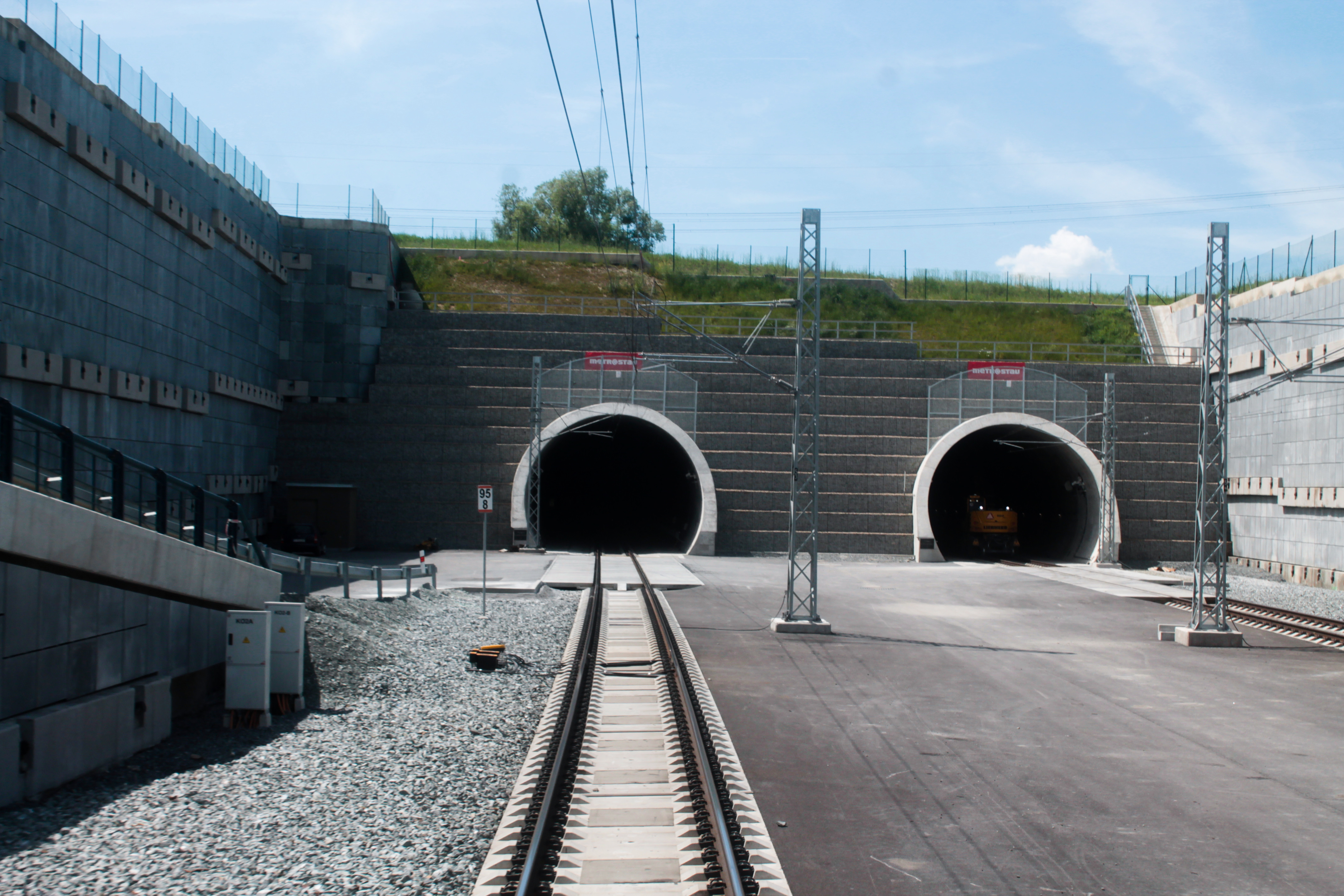
Dopravna Portál - Ejpovický tunel

Dopravna Portál je v českém železničním provozu na tratích provozovaných Správou železnic označení pro dopravnu na širé trati bez kolejového rozvětvení, neobsazenou výpravčím. Je zapojená do traťového zabezpečovacího zařízení.